# شلی، سافک
شلی (به انگلیسی: Shelley) یک روستا و محله مدنی در بریتانیا است که در Babergh واقع شده‌است. شلی ۵۰ نفر جمعیت دارد.